# راندي هيوز
راندي هيوز (بالإنجليزية: Randy Hughes)‏ هو لاعب كرة قدم أمريكية أمريكي، ولد في 3 أبريل 1953 في أوكلاهوما سيتي في الولايات المتحدة.

## وصلات خارجية
- راندي هيوز على موقع مرجع كرة القدم المحترفة.كوم (الإنجليزية)